# Oenothera suaveolens
Onagre à odeur suave, Onagre parfumé
Espèce
Oenothera suaveolens, l'Onagre à odeur suave ou Onagre parfumé, est une espèce de plantes à fleurs de la famille des Onagracées. Elle et originaire d'Amérique du Nord (Canada, États-Unis, Mexique) et a été introduite dans d'autres régions du monde, en incluant l'Europe et la France.
Selon Plants of the World Online, c'est l'un des nombreux synonymes d’Oenothera biennis.